# 1980 en Ontario
Chronologie de l'Ontario
- 1976
- 1977
- 1978
- 1979
- 1980
- 1981
- 1982
- 1983
- 1984

Cette page concerne des événements d'actualité qui se sont produits durant l'année 1980 dans la province canadienne de l'Ontario.

## Politique
- Premier ministre : Bill Davis du parti progressiste-conservateur de l'Ontario
- Chef de l'Opposition :
- Lieutenant-gouverneur : Pauline Mills McGibbon puis John Black Aird (en)
- Législature :

## Naissances
- 3 mai : Éric Beaudoin, joueur de hockey sur glace.

## Décès
- 5 mars : Jay Silverheels, acteur (° 26 mai 1912).
- 4 avril : Ray Lawson (en), 17e lieutenant-gouverneur de l'Ontario (° 30 août 1886).
- 21 juillet : Herbert Marshall McLuhan, né le 21 juillet 1911 à Edmonton et mort à Toronto, intellectuel canadien. Professeur de littérature anglaise et théoricien de la communication, il est un des fondateurs des études contemporaines sur les médias.
- 27 octobre : Judy LaMarsh, député fédéral de Niagara Falls (1960-1968) (° 20 décembre 1924).
- 18 novembre : Conn Smythe, entraîneur et joueur de hockey sur glace (° 1er février 1895).